# Каєтанув (Радомщанський повіт)
Каєтанув (пол. Kajetanów) — село в Польщі, у гміні Пшедбуж Радомщанського повіту Лодзинського воєводства.
Населення — 153 особи (2011).
У 1975-1998 роках село належало до Пйотрковського воєводства.

## Демографія
Демографічна структура станом на 31 березня 2011 року:
|          | Загалом | Допрацездатний вік | Працездатний вік | Постпрацездатний вік |
| -------- | ------- | ------------------ | ---------------- | -------------------- |
| Чоловіки | 79      | 19                 | 53               | 7                    |
| Жінки    | 74      | 18                 | 39               | 17                   |
| Разом    | 153     | 37                 | 92               | 24                   |